# Andreas Giltinger
Andreas Giltinger (auch Andreas Gultinger, Andreas Gildinger, Andreas Giltlinger oder Andreas Gültinger) war ein Maler, der im 16. Jahrhundert in Augsburg wirkte.
Andreas Giltinger wurde als Sohn des Malers Florian Giltinger (um 1490–1547) geboren. 1563 wurde er Meister seiner Zunft. 1580 erhielt er einen Auftrag des Bischofs von Brixen Johann Thomas von Spaur über 50 Glasgemälde für das bischöfliche Schloss Velthurns. Sein Tafelbild der Vision der Mystikerin Birgitta von Schweden befindet sich im Konstanzer Rosgartenmuseum.